# Kvènes

Le drapeau officiel des Kvènes depuis 2017.

Emblème officiel.

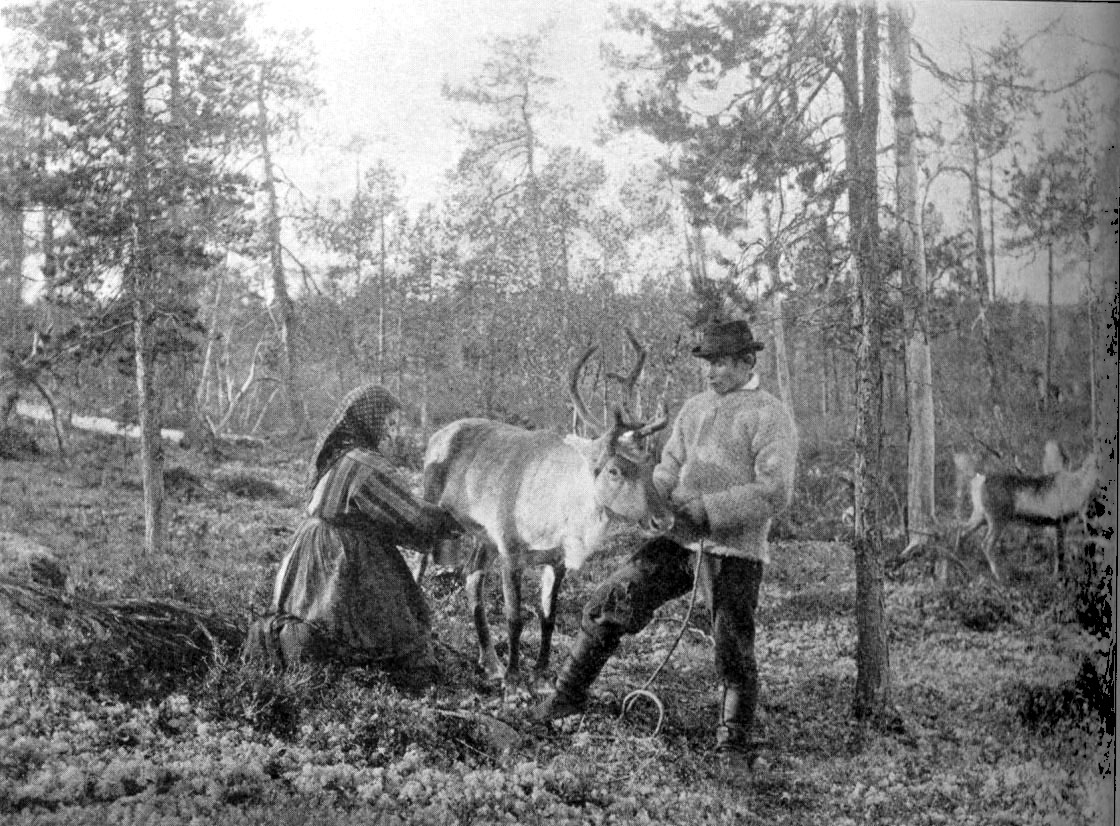
Des kvènes trayant un renne vers la fin du XIX

Les Kvènes constituent l'une des cinq minorités nationales de la Norvège avec les Samis, les Skogfinns, les Juifs et les Roms.
Il s'agit d'éleveurs et de pêcheurs finnophones qui ont immigré dans le nord de la Norvège au XVIIIe et XIXe siècles. Leur nom, évoqué dans des récits dès le IXe siècle à travers le mythique Kvenland, viendrait du  same kainu signifiant paysans. Ils parlent le kvène, langue proche du finnois. On estime leur nombre entre dix et quinze mille personnes.

#### Notions
- Acculturation, Assimilation culturelle
- Ethnocide, Génocide culturel, Linguicide, Écocide